# Телохранительница
«Телохранительница» (нем. Die Leibwächterin) — телефильм 2005 года режиссёра Маркуса Имбодена.

## Сюжет
Мона работает личным телохранителем Йоханны Сибер. Йоханна, как глава Европейского социально-экономического комитета, проводит кампанию против табачной индустрии и испытывает сильное давление со стороны лиц, кого её политика не устраивает. Жёлтая пресса поднимает вокруг неё скандал, связанный с тем, что брак Йоханны фиктивен, а на самом деле она лесбиянка. Мону же начинают шантажировать и принуждать выдать документы Йоханны, связанные с табачными компаниями. Сын Моны раньше был наркоманом, и она украла наркотики для него, хранившиеся в полиции как улики. Преступники угрожают рассказать об этом и снова посадить сына на иглу. В это время бескомпромиссная Йоханна влюбляется в Мону и открыто признаётся ей в этом. Мона до глубины души тронута искренними чувствами Йоханны. Она оказывается перед тяжелейшим выбором: безопасность сына или преданность Йоханне.

## Актёрский состав
| В ролях           |  | Персонаж                       |
| ----------------- |  | ------------------------------ |
| Ульрике Фолькертс |  | Мона Денглер                   |
| Барбара Рудник    |  | Йоханна Сибер                  |
| Петер Кремер      |  | Фрэнк, шантажист               |
| Георг Ленц        |  | Бодо, помощник Йоханны         |
| Хельмут Бергер    |  | Петер Денглер, бывший муж Моны |
| Маттиас Брандт    |  | Тиль Сибер, муж Йоханны        |

## Награды
Фильм получил следующие награды:
| Награды            | Награды | Награды       | Награды                   | Награды        |
| ------------------ | ------- | ------------- | ------------------------- | -------------- |
| Фестиваль / Премия | Год     | Награда       | Категория                 | Победитель     |
| Golden Camera      | 2006    | Golden Camera | Лучшая германская актриса | Барбара Рудник |